# بریت سانداونه
بریت سانداونه (نروژی: Brit Sandaune؛ زادهٔ ۵ ژوئن ۱۹۷۲) بازیکن فوتبال اهل نروژ بود.
وی به‌همراه تیم ملی فوتبال زنان نروژ در بازی‌های المپیک تابستانی ۲۰۰۰ به مقام قهرمانی دست پیدا کرده‌است.